# Ганс Ельзессер
Ганс Ельзессер (нім. Hans Elsässer) — німецький астроном, перший директор Інституту астрономії імені Макса Планка в Гейдельберзі (1968—1994), засновник науково-популярного журналу Sterne und Weltraum.

## Біографія
Ельзессер вивчав астрономію, фізику та математику в Тюбінгенському університеті з 1948 по 1953 рік. Тут він отримав ступінь доктора філософії 1953 року, а 1959 року зробив габілітацію. З 1953 по 1955 рік працював науковим дослідником в Швейцарії та в Південній Африці. З 1955 по 1956 рік Ельзессер був у експедиціях Європейської південної обсерваторії в Південній Африці. Потім він був науковим асистентом спочатку в Тюбінгені, потім в університетській обсерваторії в Геттінгені. У 1962 році він став професором астрономії в Гайдельберзькому університеті. До 1975 року він також був головою Державної обсерваторії Гайдельберг-Кенігштуль.
У 1962 році разом з Карлом Шайферсом і Рудольфом Кюном він заснував журнал Sterne und Weltraum і залишався його співредактором до своєї смерті.
У 1968 році Ельзессер був директором-засновником Інституту астрономії Макса Планка в Гайдельберзі. Він залишався керуючим директором інституту до 1994 року. У 1997 році вийшов на пенсію.

## Наукові результати
Ельзессер досліджував міжзоряну матерію, зореутворення, активні галактики, великомасштабну структуру Всесвіту. Він провів експерименти на ракетах і повітряних кулях, які були необхідні для успішної реалізації проектів Геліос та інфрачервоної космічної обсерваторії ISO.

## Відзнаки
- Член Гайдельберзька академія наук (з 1972)
- Член Академії Леопольдина (з 1983)
- Астероїд 4385 Елсассер названий на його честь.

## Дивіться також
- Міжзоряна речовина
- Квазар
- Скупчення галактик
- Місцева група
- Ланіакеа